# Agostino Ferrin
Agostino Ferrin (Piove di Sacco, 27 luglio 1928 – Roma, 17 agosto 1989) è stato un basso italiano.

## Biografia
Ebbe come maestro Cesare Chiesa e debuttò nel 1954 ne Il Conte Ory al Teatro Comunale di Firenze.
Si esibì per undici stagioni liriche consecutive  al Teatro alla Scala. Fu presente inoltre nei principali teatri italiani ed esteri.
Tra i principali titoli vanno ricordati: La favorita, Marin Faliero e Lucia di Lammermoor di  Gaetano Donizetti, Norma e I puritani di Vincenzo Bellini, La Vestale di Gaspare Spontini, Simon Boccanegra, Nabucco, Ernani, Rigoletto, Aida (Ramphis) e Il trovatore di Giuseppe Verdi, Il barbiere di Siviglia di Gioachino Rossini, Il barbiere di Siviglia di Giovanni Paisiello, La bohème di Giacomo Puccini, Mefistofele e Nerone di Arrigo Boito.
L'ultima apparizione fu il 9 gennaio 1989 al Teatro Massimo di Palermo ne La Wally. Nel corso dello stesso anno avvenne l'improvvisa e prematura scomparsa.

## Discografia
- I troiani, con Mario Del Monaco, Fiorenza Cossotto, Giulietta Simionato, Lino Puglisi, Nell Rankin, dir. Rafael Kubelík - dal vivo La Scala 1960 ed. Paragon/VAI/Myto
- Il trovatore, con Franco Corelli, Mirella Parutto, Ettore Bastianini, Fedora Barbieri, dir. Oliviero De Fabritiis - dal vivo Berlino 1961 ed. Melodram/BCS
- Lucia di Lammermoor, con Renata Scotto, Luciano Pavarotti, Piero Cappuccilli, dir. Francesco Molinari Pradelli, dal vivo Torino-RAI 1967 ed. Cetra/Arkadia/Frequenz
- Lucia di Lammermoor, con Renata Scotto, Gianni Raimondi, Giangiacomo Guelfi, dir. Claudio Abbado, dal vivo La Scala 1967 ed. Nuova Era/GOP/Memories
- Maria Stuarda, con Leyla Gencer, Shirley Verrett, Franco Tagliavini, Giulio Fioravanti, dir. Francesco Molinari Pradelli, dal vivo Firenze 1967 ed. Arkadia/GOP/Living Stage
- I Capuleti e i Montecchi, con Renata Scotto, Luciano Pavarotti, Giacomo Aragall, dir. Claudio Abbado, dal vivo La Scala 1968 ed. Arkadia/Gala
- Loreley, con Elena Suliotis, Piero Cappuccilli, Gianfranco Cecchele, Rita Talarico, dir. Gianandrea Gavazzeni, dal vivo La Scala 1968 ed. Arkadia/Nuova Era/Opera D'Oro
- La Vestale, con Leyla Gencer, Roberto Merolla, Renato Bruson, Franca Mattiucci, dir. Fernando Previtali, dal vivo Palermo 1969 ed. Memories
- Mefistofele, con Alfredo Kraus, Antonietta Cannalire, dir. Manno Wolf Ferrari, dal vivo Piacenza 1969 ed. Lyric Distribution
- L'Africana (in ital.), con Jessye Norman, Veriano Luchetti, Giangiacomo Guelfi, Mietta Sighele, dir. Riccardo Muti, dal vivo Firenze 1971 ed. MRF/Memories
- La forza del destino, con Carlo Bergonzi, Ilva Ligabue, Piero Cappuccilli, dir. Fernando Previtali - dal vivo RAI-Torino 1971 ed. Bongiovanni
- Aida, con Luisa Maragliano, Franco Corelli, Maria Luisa Nave, Giampiero Mastromei, dir. Oliviero De Fabritiis - dal vivo Verona 1972 ed. Myto
- Guglielmo Tell, con Nicolai Gedda, Éva Marton, dir. Riccardo Muti - 1972 Maggio Musicale Fiorentino ed. Opera D'Oro
- Norma (video), con Montserrat Caballé, Jon Vickers, Josephine Veasey, dir. Giuseppe Patanè, dal vivo Orange 1974 ed. Dreamlife/Opera D'Oro (solo audio)
- Aida, con Gilda Cruz-Romo, Petr Gugalov, Grace Bumbry, Ingvar Wixell, dir. Thomas Schippers 1976 Levon Records
- Norma, con Renata Scotto, Margherita Rinaldi, Ermanno Mauro, dir. Riccardo Muti, dal vivo Firenze 1978 ed. Myto/Legato Classics
- I puritani, con Montserrat Caballé, Alfredo Kraus, Matteo Manuguerra, dir. Riccardo Muti 1979 EMI
- Otello (Rossini) DVD, con Langridge, Brewer, Margherita Rinaldi, Condò, Di Cesare, dir. Siciliani - da vivo Palermo 1980 ed. House of Opera